# Joanna Froehlich
Joanna Emilia Froehlich (ps. Mnich; ur. 26 sierpnia 1910 w Warszawie, zm. 25 lub 30 lipca 2003) – polonistka, nauczycielka w Liceum Ogólnokształcącym im. Stefana Żeromskiego w Żyrardowie, kapitan wojska polskiego.

## Życiorys
Joanna Emilia Froehlich urodziła się 26 sierpnia 1910 w ewangelickiej rodziny nauczycielskiej (ojciec Jan, wojskowy, po 1919 pracował jako nauczyciel, podobnie matka Cecylia) w Warszawie. Od 1929 lub od lat 30. XX w. studiowała na Uniwersytecie Warszawskim filologię polską i germanistykę; w 1938 uzyskała dyplom magistra polonistyki. Od 1938 nauczycielka języka polskiego i niemieckiego w żyrardowskim Gimnazjum im. Adama Skwarczyńskiego, a w czasie trwającej w okresie II wojny światowej okupacji niemieckiej była główną organizatorką tajnego nauczania na poziomie ponadpodstawowym w Żyrardowie, wykorzystując w tym celu struktury jawnej Szkoły Handlowej, do której utworzenia się przyczyniła. Od 1940 należała do konspiracyjnych organizacjach wojskowych: Tajnej Armii Polskiej, następnie w Związku Walki Zbrojnej-Armii Krajowej (przyjęła pseudonim Mnich), prowadząc działalność kontrwywiadowczą. W latach 1945–1972 (w pierwszym kwartale 1946 przebywała w areszcie Powiatowego Urzędu Bezpieczeństwa Publicznego w Grodzisku Mazowieckim w związku z powojenną działalnością w konspiracyjnej organizacji WiN) nauczała (do 1966 pracowała w pełnym wymiarze godzin) języka polskiego w Liceum Ogólnokształcącym im. Stefana Żeromskiego w Żyrardowie. W latach 90. XX wieku uzyskała potwierdzenie wojskowego stopnia kapitana nadanego jej przez komendanta WiN. Autorka wydanych w 1988 wspomnień z okresu okupacji Z  minionych  dni  gimnazjum  i  liceum  ogólnokształcącego  w Żyrardowie. Zmarła 25 lub 30 lipca 2003 i została pochowana na cmentarzu ewangelicko-augsburskim w Żyrardowie.
Od 2010 patronka ulicy w Żyrardowie, wytyczonej w pobliżu budynku liceum przy ulicy Kacperskiej. Odznaczona m.in. Krzyżem Kawalerskim Orderu Odrodzenia Polski i Złotym Krzyżem Zasługi, Medalem Komisji Edukacji Narodowej, Złotą Odznaką ZNP, Odznaką za tajne nauczanie.